# The Dogs
The Dogs sind eine norwegische Rockband aus Oslo. Sie wurde 2011 von Kristopher Schau gegründet und hatte 2017 mit dem Album Death by Drowning ihren Chartdurchbruch. Das Album Crossmaker war 2020 ein Top-5-Hit.

## Bandgeschichte
Kopf der Band ist der Musiker, Komiker, Autor und Moderator Kristopher Schau (* 1970), auch bekannt als Max Cargo. Schau hatte schon seit den 1980er Jahren verschiedene Bandprojekte, besonders erfolgreich war er in den 2000er Jahren mit den Cumshots. Als er ein paar Songs geschrieben hatte, die für seine bestehenden Bands nicht geeignet waren, gründete er mit The Dogs ein neues Bandprojekt. 2011 veröffentlichte er mit fünf weiteren Musikern die ersten beiden Singles und im Jahr darauf das Debütalbum Set Yourself on Fire and Follow the Smoke.
Die Zusammenarbeit funktionierte so gut, dass sie zu einer festen Band wurden und Schau die Cumshots aufgab. Die Dogs beschlossen außerdem ab 2014 jeweils am ersten Montag jeden Jahres ein neues Album zu veröffentlichen. The Tears Are Voodoo, Black Chameleon Prayer und Swamp Gospel Promises hießen die nächsten Alben. Am 2. Januar 2017 erschien Death by Drowning, mit dem sie erstmals in die norwegischen Charts einstiegen. Von da an waren sie jeweils zu Jahresbeginn platziert und steigerten jedes Jahr ihre Position.
Mit Before Brutality waren sie 2019 erstmals in den Top 10. Auf dem Cover war ein rundes Bandfoto zu sehen, als ob sie um eine Gullyöffnung herumstehen. Sie kamen auf die Idee, als Merchandise Gullydeckel zu verkaufen. Sie fanden einen Hersteller, der 20 Stück mit dem Bandlogo, einem Dackelkopf mit gekreuzten Knochen (vom Cover des Debütalbums), und dem Spruch „Our Town, Our Rules“ anfertigte. Für den Transport der jeweils 50 kg schweren Deckel mussten sie sich einen neuen Transporter zulegen. Sie konnten tatsächlich so viele Gullydeckel zu etwa 500 € das Stück verkaufen, dass sie weitere nachfertigen ließen und in eineinhalb Jahren über 100 davon verkauften.
Ihr nächstes Album Crossmaker kam Anfang 2020 in Norwegen auf Platz 5. Daraufhin veröffentlichten sie es auch international und wollten im Oktober 2020 auf Tour durch 7 Städte in Deutschland gehen. Wegen der COVID-19-Pandemie mussten die Auftritte aber aufgeschoben werden.

## Diskografie

### Alben
| Jahr | Titel                               | Höchstplatzierung, Gesamtwochen, AuszeichnungChartsChartplatzierungen (Jahr, Titel, Platzierungen, Wochen, Auszeichnungen, Anmerkungen) | Anmerkungen |
| Jahr | Titel                               | NO | Anmerkungen |
| ---- | ----------------------------------- | --- | ----------- |
| 2017 | Death by Drowning                   | NO28 (1 Wo.)NO |             |
| 2018 | The Grief Manual                    | NO21 (1 Wo.)NO |             |
| 2019 | Before Brutality                    | NO8 (1 Wo.)NO |             |
| 2020 | Crossmaker                          | NO5 (1 Wo.)NO |             |
| 2021 | Post Mortem Portraits of Loneliness | NO21 (1 Wo.)NO |             |
| 2022 | El verdugo                          | NO5 (1 Wo.)NO |             |

Weitere Alben
- Set Yourself on Fire and Follow the Smoke (2012)
- The Tears Are Voodoo (2014)
- Black Chameleon Prayer (2015)
- Swamp Gospel Promises (2016)
- Live at Big Dipper, March 5th 2016 (2016)
- Rid Me of Knives (Kompilation)

### Singles
- No Refuge (2011)
- Death (2011)
- Dead Moon Is My Heavy Metal (2012)
- Finally Forgotten (2012)
- Set Yourself on Fire and Follow the Smoke (2012)
- Liar (2013)
- Maskiner i Nirvana / Thorn in My Side (2015)
- Wrong End of Winter (2016)
- All of Us Kids Were Accidents (2017)
- Why Is the Flesh So Strong / Go (2017)
- Oslo (2017)
- We Were Made out of Loss (2018)
- Monumental Times (als Split-Single, 2020)
- Echoing of Death / Panzram (2020)
- Get Out / Terminal (2020)